# Regija Arica i Parinacota
Regija Arica i Parinacota (španjolski: Región de Arica y Parinacota) jedna je od 15 regija u Čileu. Nalazi se na sjeveru zemlje, na granici s Peruom i Bolivijom. Čileanci su 1883. osvojili regiju u ratu s Peruom, a formalno je postala dio Čilea 1929. ugovorom u Limi.

## Zemljopis
Regija se nalazi u prirodnoj regiji Norte Grande (Big North, Far North), a kombinacija je pustinja, zelenih dolina, strmih i vulkanskih planina Andi i Altiplano visoravni na istoku. Vulkan Parinacota najviši je u regiji sa 6348 metara i nalazi se na sjevernoj granici s Bolivijom u Nacionalnom parku Lauca.

## Administrativna podjela
Regija je podijeljena na dvije provincije i četiri općine.
| Provincija | Središte | Općina        | Ostali gradovi |
| ---------- | -------- | ------------- | -------------- |
| Arica      | Arica    | Arica         |                |
| Arica      | Arica    | Camarones     | Codpa          |
| Parinacota | Putre    | General Lagos | Visviri        |
| Parinacota | Putre    | Putre         |                |

## Stanovništvo
Prema podacima iz 2002. godine u regiji živi 189.644 stanovnika, dok je prosječna gustoća stanovništva 11,2 stanovnika na km². U ovoj regiji živi najveći udio autohtonih naroda u Čileu i to naroda Quechua, Aymara, Atacameno, Diaguita, Mapuche i Kaweskar. Na razini gradova, najveća naselja su Arica, s 175.441 stanovnikom i Putre s 1.235 stanovnika.

## Vanjske poveznice
- Regionalna vlada Arica i Parinacota